# Erzbistum Agaña
Das Erzbistum Agaña (lat.: Archidioecesis Aganiensis) ist eine in Guam gelegene römisch-katholische Erzdiözese mit Sitz in Hagåtña.

## Geschichte
Das Erzbistum Agaña wurde am 1. März 1911 durch Papst Pius X. aus Gebietsabtretungen der Apostolischen Präfektur Marianen als Apostolisches Vikariat Guam errichtet. Am 4. Juli 1946 wurde das Territorium der Apostolischen Präfektur Marianen in das Apostolische Vikariat Guam eingegliedert.
Das Apostolische Vikariat Guam wurde am 14. Oktober 1965 durch Papst Paul VI. mit der Apostolischen Konstitution Centenario anno zum Bistum erhoben und in Bistum Agaña umbenannt. Am 8. März 1984 wurde das Bistum Agaña durch Papst Johannes Paul II. mit der Apostolischen Konstitution Compertum quidem zum Erzbistum erhoben. Das Erzbistum Agaña gab am 8. November 1984 Teile seines Territoriums zur Gründung des mit der Apostolischen Konstitution Properamus errichteten Bistums Chalan Kanoa ab.
Im März 2018 wurde Erzbischof Anthony Sablan Apuron OFMCap wegen Verdachts auf sexuellen Missbrauch seines Amtes enthoben und vom Gericht der Glaubenskongregation mit einem kirchlichen Aufenthaltsverbot auf dem Gebiet seines früheren Erzbistums belegt. Ihm wurde die Möglichkeit zur Berufung eingeräumt. Nach rechtskräftiger Zurückweisung des Rechtsmittels am 4. April 2019 folgte ihm Michael Jude Byrnes als Erzbischof von Agaña nach.
Am 6. Juli 2024 ernannte Papst Franziskus den bisherigen Bischof von Chalan Kanoa, Ryan Jimenez, zum Erzbischof von Agaña.

## Ordinarien

### Apostolische Vikare von Guam
- 1911–1913: Francisco Xavier Ricardo Vilá y Mateu OFMCap
- 1913:00000 Agustín José Bernaus y Serra OFMCap, dann Apostolischer Vikar von Bluefields
- 1914–1933: Joachin Felipe Oláiz y Zabalza OFMCap
- 1934–1945: León Angel Olano y Urteaga OFMCap
- 1945–1965: Apollinaris William Baumgartner OFMCap

### Bischöfe von Agaña
- 1965–1970: Apollinaris William Baumgartner OFMCap
- 1971–1984: Felixberto Camacho Flores

### Erzbischöfe von Agaña
- 1984–1985: Felixberto Camacho Flores
- 1986–2018: Anthony Sablan Apuron OFMCap (amtsenthoben)
- 2019–2023: Michael Jude Byrnes
- seit 2024: Ryan Jimenez